# Michael Collins (astronauta)
Michael Collins (Roma, Regne d'Itàlia, 31 d'octubre de 1930 – Naples (Florida), 28 d'abril de 2021) fou astronauta en els programes espacials Gemini i Apollo i pilot del mòdul de comandament de l'Apollo 11.

## Joventut

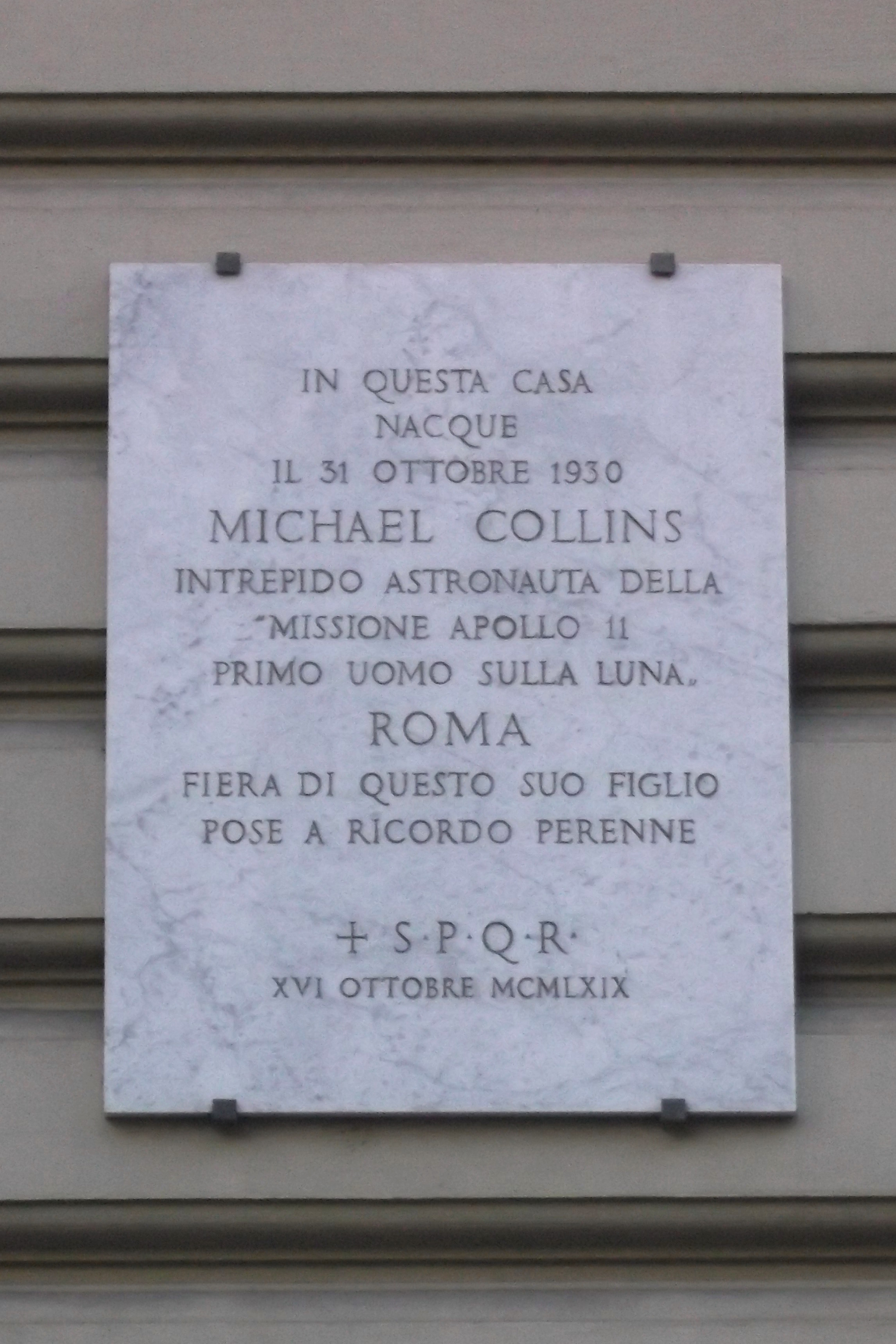

Collins va cursar estudis a l'Escola St. Albans i a l'Acadèmia Militar dels Estats Units, on es va graduar en la promoció del 1952. Va integrar-se llavors a les Forces Aèries dels Estats Units i va servir com a pilot de F-86 i com a comandant del destacament d'entrenament mòbil i el destacament d'entrenament de camp a la base aèria de Chanute i la base aèria de Nellis. El 1960 va ser assignat a l'escola de pilots de proves de vols experimentals de les forces aèries dels EUA a la base aèria d'Edwards, a Califòrnia. Després de la seva graduació, va ser transferit al centre de proves de les forces aèries, també a la base Edwards, on va testejar diversos avions de combat experimentals.

## Carrera com a astronauta
Michael Collins es va unir a la NASA com a part del tercer grup d'astronautes el 1963. Va ser pilot de reserva per a la missió Gemini 7 i va realitzar el primer vol espacial a bord del Gemini 10. Durant aquesta missió, ell i el comandant de missió, John Young, van batre el rècord del vol amb més alçada mai realitzat, a 764 quilòmetres per sobre la superfície de la Terra.
Collins estava inicialment programat per volar com a pilot del mòdul de comandament de l'Apollo 8, juntament amb els astronautes Frank Borman i William Anders. Tanmateix, el juliol de 1968 se li va diagnosticar una afecció òssia a la columna vertebral i va ser substituït per l'astronauta Jim Lovell. La cirurgia correctora posterior va donar bon resultat, però Collins va estar apartat durant un temps del calendari de vols.
El juliol de 1969, va volar com a pilot del mòdul de comandament de l'Apollo 11, missió en què es va fer el primer allunatge tripulat. Collins va estar sol en òrbita més de 21 hores al voltant de la Lluna dins el CSM "Columbia" mentre els seus col·legues, Neil Armstrong i Buzz Aldrin, allunaven i caminaven per primera vegada sobre la superfície lunar. Durant l'òrbita lunar, mentre el mòdul de comandament es trobava a la part oposada de la Lluna, Collins estava separat per almenys tres mil quilòmetres dels seus companys astronautes i per uns tres-cents mil quilòmetres de la resta de la humanitat a la Terra.

## Després de la NASA
Com a pilot del mòdul de comandament de l'Apollo 11, Collins hauria estat amb tota probabilitat el comandant de reserva de l'Apollo 14 i el comandant en cap de l'Apollo 17. Collins, però, va decidir no prendre part en aquestes missions i va abandonar la NASA el gener de 1970.
Del 1971 al 1978 Collins fou el director del Museu Nacional de l'Aire i l'Espai. Va dimitir d'aquest càrrec per, l'abril del 1978, esdevenir sotssecretari de la Smithsonian Institution, lloc que va ocupar fins al 1980.
Va morir el 28 d'abril de 2021, als 90 anys, a causa d'un càncer.

## Trivialitats
- Collins va escriure el llibre Carrying the Fire,[1] sobre les seves experiències com a astronauta.
- Collins té una estrella honorífica al passeig de la Fama de Hollywood.
- El cràter lunar Collins, prop del lloc d'allunatge de l'Apollo 11, està batejat en el seu honor.